# Бетовен (филм)
Бетовен (енгл. Beethoven) је породична комедија режирана 1992. године од стране Брајана Левента, а главне улоге играју Чарли Гродин и Бони Хант као Џорџ и Елис Њутн. Филм је један од првих у категорији Бетовенових филмова.
Сценарио су писали Џон Хјуз, под псеудонимом Едмонд Дантес и Ејми Холден Џонс. Прича прати пса бернардинца који је име добио по композитору Лудвигу ван Бетовену, а то име дала му је породица Њутн.

## Синопсис
Групу штенаца из продавнице љубимаца су украли двојица лопова. Један бернардинац је побегао и ушуњао се у кућу породице Њутн. Отац, Џорџ Њутн, жели избећи одговорност и одбија да прихвати пса, али на наговор његове супруге Алис, као и њихове деце Рајса, Теда и Емили, успевају да га убеде у супротно. Док је Емили свирала пети део Бетовенове симфоније пас је почео лајати, те је због тога и добио име Бетовен.
Бетовен помаже деци у превазилажењу бројних проблема. Џорџ се почиње осећати запостављено, јер је превише пажње усмерено ка псу, а све мање ка њему.
Породица је одвела пса ветеринару Херману Варнику на рутински преглед. Он говори како је Бетовен ментално нестабилан и опасан по људе, те да се над њим мора извршити еутаназија. Њему је заправо потребан велики пас попут Бетовена за експеримент, а његова прича о зараженом псу је лажна. Он посећује Џорџа и говори му како пас што пре мора бити убијен, јер ће у супротном поднети тужбу против њега. Емили је угледала како доктор Варник удара пса и схватила да он има лоше намере. Ипак, због безбедности своје породице, Џорџ одводи пса код доктора на еутаназију. У међувремену, док одлази код доктора, сећа се када је његов отац одвео његовог пса на еутаназију и да му то он никад није опростио. Он страхује да ће и њега породица замрзети због остављања Бетовена, али га је ипак оставио. Када се вратио кући, остали чланови породице љутито напуштају вечеру. 
Схвативши да је погрешио и видевши тугу код деце, сви заједно одлазе у ординацију доктора Варника како би вратили Бетовена. Доктор тврди да је већ извршио еутаназију. Породица му није поверовала и одлучила је да прати доктора до места где је Бетовен смештен. Уз много напора Бетовен, али и други пси су ослобођени.
Доктор Херман Варник и његови сарадници су ухапшени због злостављања животиња, а Џорџ и његова породица су окарактерисани као хероји у медијима.

## Улоге
| Глумац             | Улога            |
| ------------------ | ---------------- |
| Чарлс Гродин       | Џорџ Њутн        |
| Дин Џонс           | др Херман Варник |
| Бони Хант          | Алис Њутн        |
| Никол Том          | Рајс Њутн        |
| Кристофер Кастил   | Тед Њутн         |
| Сара Роуз Кар      | Емили Њутн       |
| Оливер Плат        | Харви            |
| Стенли Тучи        | Вернон           |
| Дејвид Духовни     | Бред             |
| Патриша Хитон      | Бри              |
| Лорел Кронин       | Девонија Пит     |
| Ненси Фиш          | госпођа Грундел  |
| Џозеф Гордон-Левит | студент          |

## Зарада
Филм је зарадио 57.114.049 $ у Северној Америци и 90.100.000 $ на другим територијама, укупно 147.214.049 $.